# Earl Derr Biggers
Earl Derr Biggers (Warren, 26 de agosto de 1884 – Pasadena, 5 de abril de 1933) foi um escritor e dramaturgo estadunidense. É lembrado pelas adaptações de seus romances do detetive sino-americano Charlie Chan.

## Biografia
O filho de Robert J. e Emma E. (Derr) Biggers, Earl Derr Biggers nasceu em Warren, Ohio, e se graduou na Universidade de Harvard em 1907. Muitas de suas peças e romances se transformaram em filmes. Ele foi postumamente adicionado ao Hall da Fama do Warren City Schools Distinguished Alumni.
Seu romance "Seven Keys to Baldpate" acarretou 7 filmes com o mesmo nome e pelo menos dois com títulos diferentes ("House of Long Shadows", "Haunted Honeymoon") mas essencialmente com a mesma história. George M. Cohan adapatou o romance usando o mesmo nome. Cohan estrelou em 1917 a versão cinematográfica (uma de suas raras aparições) e o filme que escreveu posteriromente (realizado em 1935) é talvez o mais conhecido das sete versões.
Biggers viveu em San Marino, Califórnia, e morreu em Pasadena, Califórnia, no hospital, após sofrer um ataque cardíaco em Palm Springs, Califórnia.

## Os livros com Charlie Chan
- A Casa Sem Chaves (The House Without a Key, 1925)
- O Papagaio Chinês (The Chinese Parrot, 1926)
- Atrás da Cortina (Behind That Curtain, 1928)
- O Camelo Preto (The Black Camel, 1929)
- O Ladrão de Diamantes (Charlie Chan Carries On, 1930)
- O Guardião das Chaves (Keeper of the Keys, 1932)

## Outros trabalhos
- Seven Keys to Baldpate (1913)
- Love Insurance (1914)
- Inside the Lines (1915) (com Robert Welles Ritchie)
- The Agony Column (1916)
- Fifty Candles (1926)
- Earl Derr Biggers Tells Ten Stories (contos) (1933)